# Гшвенд
Гшвенд (нем. Gschwend) — община в Германии, в земле Баден-Вюртемберг. 
Подчиняется административному округу Штутгарт. Входит в состав района Восточный Альб.  Население составляет 4956 человек (на 31 декабря 2010 года). Занимает площадь 54,50 км².